# Głos Prześladowanych Chrześcijan
Głos Prześladowanych Chrześcijan (ang. Voice of the Martyrs) – międzynarodowa organizacja wspierająca prześladowanych chrześcijan na świecie założona pod wpływem pastora Richarda Wurmbranda.
Misją Głosu jest:
- uświadomienie ludziom, że setki tysięcy chrześcijan każdego roku jest zabijanych, torturowanych, więzionych czy też napastowanych za samo bycie chrześcijanami
- wspieranie prześladowanych chrześcijan na całym świecie poprzez pomoc materialną (np. dostarczanie żywności, leków, pokrycie kosztów leczenia), wsparcie emocjonalne/duchowe (np. wysyłanie listów do uwięzionych)
- podejmowanie działań w celu uwolnienia uwięzionych z powodów religijnych przekonań
- wsparcie dla osieroconych w wyniku prześladowań

Organizacja ta nie posiada centralnego kierownictwa. Każdy z oddziałów jest niezależny, utrzymuje się sam i ma własny zarząd a cała działalność finansowana jest ze składek. Voice of the Martyrs działa m.in. w Australii, Kanadzie, Nowej Zelandii i USA. Sztab VOM w USA znajduje się w Bartlesville w stanie Oklahoma, a w Kanadzie znajduje się on w Mississauga w Ontario.
W Polsce Voice of Martyrs działa jako Głos Prześladowanych Chrześcijan, której prezesem jest pastor Maciej Wilkosz.